# Roland Steiner (Regisseur)

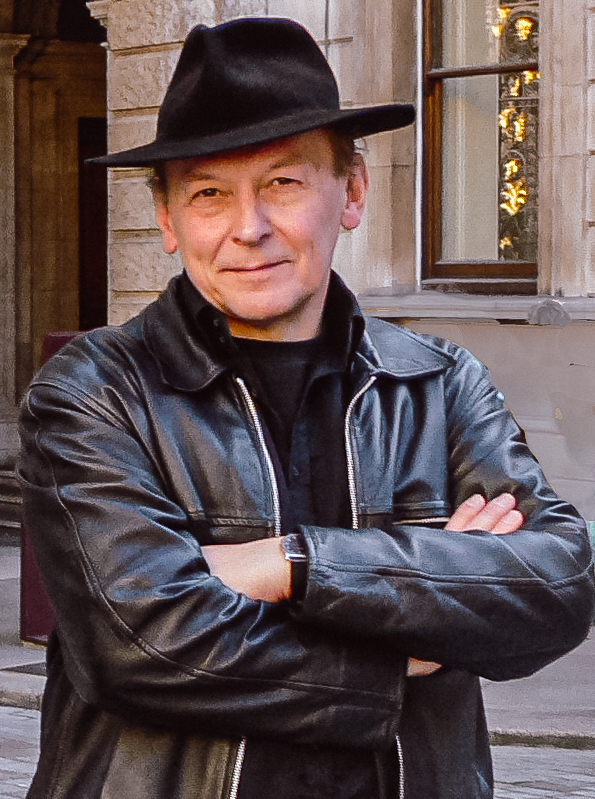
Roland Steiner (Regisseur), 2007

Roland Steiner  (* 5. Oktober 1949 in Altenburg) ist ein deutscher Regisseur und Drehbuchautor. Er wurde bekannt durch die DEFA-Filme Unsere Kinder  und Jugendwerkhof.

## Leben
Nach einer Facharbeiterausbildung mit Abitur und dem Grundwehrdienst in der NVA studierte Steiner sechs Jahre an der Hochschule für Film und Fernsehen der DDR. Nach erfolgreichem Abschluss im Jahr 1976 war Steiner als Regisseur in der Kinderfilmgruppe tätig. Dort entstanden Filme für Vorschulkinder sowie mit Jugendlichen. Seit dem Studium hatte Steiner „immer wieder Schwierigkeiten bei einzelnen Filmen, bis hin zum Abbruch oder Verbot“. Für den Film Jugendwerkhof erhielt er 1982 auf dem Nationalen Festival für Kurz- und Dokumentarfilm der DDR in Neubrandenburg den Findlingspreis – zusammen mit Gitta Nickel, die ihn für Gundula – Jahrgang 1958 erhielt.

„Wir Künstler, die wirklich etwas wollten und das auch machten, konnten gar nicht so scharf rangehen, weil wir von allen Seiten immer beobachtet wurden. Aber wenn das, was wir gemacht haben, richtig gut geworden war, dann war es eine Ehre, verboten zu werden. Wir sind ja vom Publikum dafür geachtet worden. Unsere Filme durften und konnten nicht die Wirklichkeit durchdringen. Aber manchmal zeigten sie den Leuten, dass eine Gruppe von Menschen sich mit ihren Problemen ernsthaft auseinandersetzt. Das war für sie so eine Art von Synchronisation mit ihrem Leben, gespiegelt auf einer großen Leinwand.“

In den 1980er Jahren arbeitete Steiner an Filmen über Günter Wallraff, Heinrich Hannover und Erich Fried. 1991 bis 1993 war er Fachrichtungsleiter Regie an der HFF Babelsberg. Danach absolvierte er eine Ausbildung zum Therapeuten und arbeitete bis 1996 in einer anthroposophischen Einrichtung für geistig und körperlich Schwerstbehinderte. Von 1996 bis 2000 war Steiner Leiter der journalistischen Ausbildung an der Universität Oldenburg.

## Filmografie

### Regie
- 1973: Probezeiten
- 1973: Berg
- 1975: Werktage
- 1977: Liebeserklärung an Berlin (Regie-Assistent)
- 1978: Jugend-Zeit
- 1978: Großstadtkinder
- 1979: Film von gestern
- 1979: Jugend-Zeit …in der Stadt
- 1980: Unterwegs zur Erde
- 1980: Film von gestern
- 1981: Jugend-Zeit zu zweit
- 1981: Wolfgang
- 1981: Geheimnisse Süd-Böhmens
- 1982: Jugend-Zeit: Jugend-werkhof
- 1982: Großstadttiere. Ein Film für Kinder und Erwachsene
- 1984: Woran wir uns erinnern …
- 1985: DEFA KINOBOX [Jg. 1985 / Nr. 41]
- 1986: Was wir Leben nennen
- 1987: Heinrich Hannover – Rechtsanwalt
- 1987: DEFA KINOBOX [Jg. 1986 / Nr. 54]
- 1987: Zeit-Raum – 46 ha Urwald in Böhmen
- 1988: DEFA KINOBOX [Jg. 1987 / Nr. 59]
- 1988: Alias Günter Wallraff
- 1988: DEFA KINOBOX [Jg. 1988 / Nr. 63]
- 1988: Die ganze Welt soll bleiben. Erich Fried / Ein Porträt
- 1989: Unsere Kinder
- 1990: La Rotonda Vicenza
- 1992: Wolf Kaiser – Schauspieler. Berlin Friedrichstraße
- 1994: Was bleibt … eine Erinnerung an Erich Fried
- 2010: Zärtliche Kraft, Peter Zadek inszeniert Major Barbara am Schauspielhaus Zürich

### Drehbuch
- 1978: Jugend-Zeit
- 1980: Unterwegs zur Erde
- 1981: Jugend-Zeit zu zweit
- 1982: Jugend-Zeit: Jugend-werkhof
- 1982: Großstadttiere. Ein Film für Kinder und Erwachsene
- 1984: Woran wir uns erinnern...
- 1985: DEFA KINOBOX [Jg. 1985 / Nr. 41]
- 1986: Was wir Leben nennen
- 1987: Heinrich Hannover – Rechtsanwalt
- 1987: DEFA KINOBOX [Jg. 1986 / Nr. 54]
- 1987: Zeit-Raum – 46 ha Urwald in Böhmen
- 1988: DEFA KINOBOX [Jg. 1987 / Nr. 59]
- 1988: Alias Günter Wallraff
- 1988: DEFA KINOBOX [Jg. 1988 / Nr. 63]
- 1988: Die ganze Welt soll bleiben. Erich Fried / Ein Porträt
- 1989 Unsere Kinder (Dokumentarfilm)
- 1994: Was bleibt … eine Erinnerung an Erich Fried
- 2010: Zärtliche Kraft, Peter Zadek inszeniert Major Barbara

### Schauspieler
- 1977: Im Lohmgrund (Sprecher)
- 1977: Großkochberg – Garten der öffentlichen Landschaft (Sprecher)
- 1977: Ein Weimarfilm (Sprecher)
- 1983: Polizeiruf 110
- 1983: Die Spur des 13. Apostels
- 1988: Die ganze Welt soll bleiben. Erich Fried / Ein Porträt (Sprecher)